# Carmine Tramunti
Carmine Paul "Sr. Gribbs" Tramunti (1 de octubre de 1910 - 15 de octubre de 1978) fue un mafioso estadounidense de origen italiano que fue el jefe de la familia criminal Lucchese.

## Biografía

### Operando en Harlem
Carmine Paul Tramunti nació el 1 de octubre de 1910 en Nápoles, Reino de Italia, hijo de Rosa DeRosa y Luigi Tramunti. En 1913, su familia emigró a Estados Unidos y se estableció en Manhattan, Nueva York. Tramunti se crio en un inquilinato de la calle 107 de Harlem. En 1922, Tramunti, de 12 años, fue enviado a un reformatorio católico por absentismo escolar.
Llegó a dirigir el "Harlem Game", uno de los principales juegos de dados flotantes de Nueva York. Tramunti era un hombre fornido que medía 5′ 10″ (1,78 m), tenía triple mentón y un notable parecido con el comediante Jonathan Winters. El cuartel general de Tramunti era The Stage Delicatessen, en Manhattan. Tramunti vivía en Whitestone, Queens y tenía mujer y dos hijos. Uno de los hijos de Tramunti, Louis, murió a los 14 años.
El 9 de diciembre de 1930, Tramunti fue arrestado acusado de robar a un cobrador de alquileres. Sin embargo, el 26 de diciembre, un juez desestimó los cargos por falta de pruebas.
En julio de 1931, Tramunti fue declarado culpable de agresión grave y condenado a una pena de entre seis y quince años en la Correccional de Sing Sing en Ossining, Nueva York. Salió en libertad condicional en 1937, y luego volvió a prisión por una infracción.

### Jefe de la familia Lucchese

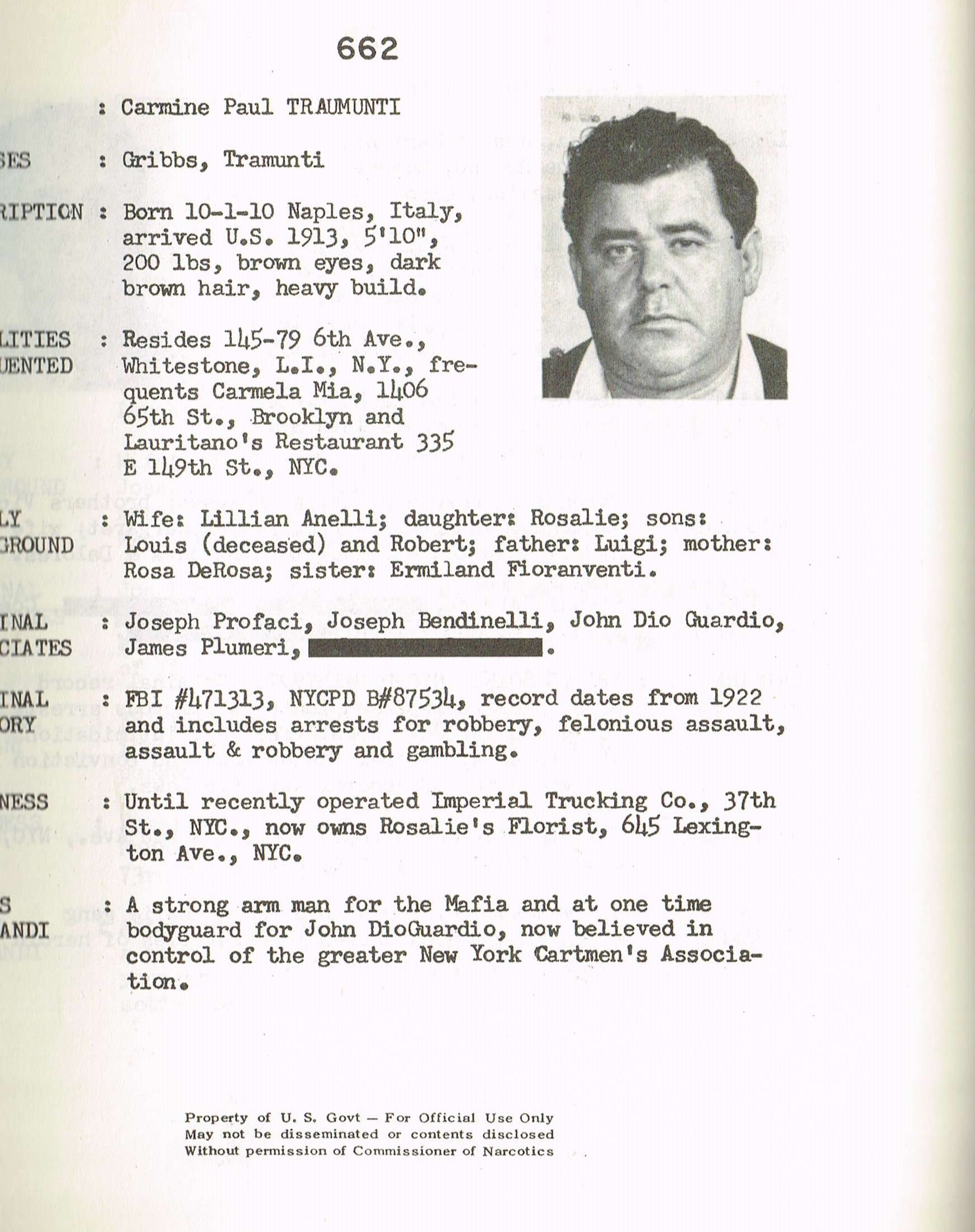
Perfil de la Oficina de Narcóticos de Carmine Tramunti

En 1967, con la muerte del jefe de la familia Lucchese, Tommy Lucchese, Tramunti se convirtió en el jefe oficial de la familia. Carlo Gambino, el jefe de la familia Gambino, supuestamente utilizó su influencia para convertir a Tramunti en el jefe de los Lucchese. Otras fuentes afirmaron que Tramunti era un candidato de compromiso aceptable para las distintas facciones de la familia. Una versión común es que la Comisión de la Mafia designó a Tramunti jefe temporal hasta que el sucesor preferido de Lucchese, Anthony "Tony Ducks" Corallo, saliera de la cárcel
El 19 de noviembre de 1970, Tramunti fue acusado en Florida de 14 cargos de fraude bursátil y otros cargos. El gobierno acusó a Tramunti y a otros mafiosos de hacerse por la fuerza con el control de una empresa de inversiones de Miami. El 23 de diciembre de 1971, Tramunti fue absuelto de todos los cargos en el caso de estafa bursátil. En aquel momento, Tramunti se identificó como florista.
El 29 de noviembre de 1972, Tramunti fue acusado de desacato criminal por mentir a un gran jurado sobre las llamadas que hizo al capo Paul Vario. Tramunti fue declarado culpable y condenado el 6 de agosto de 1973 a tres años de prisión en una cárcel estatal.

### Condena por la conexión francesa
El 4 de octubre de 1973, como resultado de la "Operación Shamrock" (ahora conocida como el caso "Conexión francesa"), Tramunti y otros 43 mafiosos fueron acusados de narcotráfico. Finalmente, Tramunti fue condenado en el famoso caso Conexión francesa por financiar una enorme operación de contrabando de heroína. Un antiguo camarero de un café expreso testificó haber oído al narcotraficante Louis Inglese hablar de un trato con Tramunti y haber visto a éste asentir con la cabeza en señal de aprobación. El 7 de mayo de 1974, Tramunti fue condenado a 15 años de prisión federal, y el juez declaró que era "peligroso. " Anthony "Tony Ducks" Corallo sucedió a Tramunti al frente de la familia Lucchese.

### Muerte
El 15 de octubre de 1978, Carmine Tramunti murió de causas naturales en prisión. Está enterrado en el Cementerio del Calvario, Queens.

## En la cultura popular
- La condena de Tramunti en el caso Conexión francesa se menciona en la película de 1990, Goodfellas'. En la película, el caporegime de la familia Lucchese Paul Cicero (basado en su homólogo en la vida real Paul Vario) advierte al protagonista Henry Hill contra el tráfico de drogas tras la salida de Hill de la cárcel en 1978; Cicero hace referencia a "Gribbs" como ejemplo de jefe de la mafia que morirá en prisión "sólo por decir 'hola'" a un socio que estaba "a sus espaldas vendiendo chatarra". La película describe a Cicero corriendo una suerte similar a la de Gribbs como resultado de la implicación de Hill en el tráfico de drogas y su posterior cooperación como informador y testigo de cargo.
- Es posible que Tramunti sirviera de inspiración para el personaje mafioso Dominic Cattano, interpretado por el actor siciliano-estadounidense Armand Assante, en la película de 2007 American Gangster'.